# SAI
SAI или PaintTool SAI (яп. ペイントツールSAI) — программа, предназначенная для цифрового рисования в среде Microsoft Windows, разработанная японской компанией SYSTEMAX.

## История разработки
Разработка программы началась 2 августа 2004 года, первая альфа-версия вышла 13 октября 2006 года. 21 декабря 2007 года перешла в стадию бета-тестирования. Первый официальный выпуск (1.0.0) состоялся 25 февраля 2008 года, а первое обновление (1.0.1) — 3 марта 2008 года.
Официальный перевод программы был выпущен 31 марта 2008 года, но фанаты программы сделали неофициальный перевод на английский несколько раньше.
На данный момент, существуют две версии программы: стабильная версия SAI ver.1 и бета-версия SAI ver.2. Для первой версии выпускают исправления ошибок, во второй реализуются новые функции, но разработчики предупреждают, что в SAI 2 могут быть критические ошибки. Владельцы лицензии для SAI ver.1 могут бесплатно перейти на вторую версию.

## Особенности

### Программа
- Небольшая по размеру программа, стартующая за считанные секунды;
- Подходит для слабых персональных компьютеров за счёт невысоких минимальных требований;
- Не требует установки на компьютер, так как является переносимым приложением;
- Полная поддержка графического планшета;
- Высокая скорость работы;
- Почти все горячие клавиши взяты из Adobe Photoshop, есть и свои сочетания;
- Сглаживание пера и высокая интерполяция штриха;
- Поворот холста;
- Высокое качество рендеринга картинки;

### Поддерживаемые типы файлов
- .psd - формат файлов Adobe Photoshop
- .sai - собственный формат файла
- .sai 2 - собственный формат файла в версии SAI 2
- .jpg
- .bmp
- .png
- .tga

### Рисование
Существует 8 инструментов: выделение лассо, выделение «волшебной палочкой», прямоугольное выделение, пипетка, масштабирование, поворот холста, перемещение холста и перемещения слоя.
Есть два режима слоя: растровый и векторный.
- В растровом доступны инструменты, такие как маркер, аэрограф, вода, акрил, ручка, ластик и разные вариации к ним.
- В векторном доступны ручка, линия, фигура, кривая, правка, цвет линии, нажим линии, выделение и удаления выделения.

Поддерживает сторонние текстуры кистей и текстуры холста, которые можно делать собственноручно.
В SAI 2 появились новые функции, такие как: работа с текстом, размещение фигур (прямоугольник, треугольник, квадрат), автоматическая обводка изображения на слое и размытие. Также, в этой версии реализована функция "Recover Work" - она делает несколько точек сохранения в проекте, которые могут его восстановить.